# Ольберг, Валентин Павлович
Валентин Павлович Ольберг (1907, Цюрих — 25 августа 1936, Москва) — член компартии Германии, деятель троцкистской оппозиции, преподаватель истории Горьковского пединститута, главный обвиняемый на Первом показательном московском процессе.

## Биография
Родился в Цюрихе в семье эмигранта из Российской империи, социал-демократа, меньшевика Пауля Ольберга (Шмушкевича) (1878—1960), автора книг «Письма из Советской России» (Штутгарт, 1919) и «Крестьянская революция в России. Старая и новая политика Советской России» (Лейпциг, 1922), переехавшего после прихода Гитлера к власти в Швецию. Мать — акушерка и массажистка Паулина Израилевна Бескина, в 1936 жила в Риге. После революции Валентин вместе с семьей получил гражданство независимой Латвии.

### В Германии
В 1929 году вместе с отцом получил гражданство Германии. С 1928 по 1932 год член Коммунистической партии Германии. По словам Исаака Дойчера, Валентин Ольберг в Германии был членом левой (троцкистской) оппозиции в компартии Германии. Однако сам Троцкий писал, что в 1930 году Ольберг сделал попытку примкнуть к немецкой левой оппозиции в Берлине, носившей тогда название «меньшинство Ленинбунда». Однако принят не был, так как ранее состоял в КПГ и сотрудничал с просталинскими изданиями. Получив отказ, Ольберг обратился к «Веддингской оппозиции» (группа Ландау), куда его приняли. После объединения двух групп он оказывается в немецкой левой (троцкистской) оппозиции. Переписывался с Троцким и Львом Седовым, в их письмах идёт речь о деятельности немецкой группы левой оппозиции и о распространении «Бюллетеня оппозиции» в различных странах, в том числе в СССР. Ольберг встречался и выполнял мелкие поручения жившего в то время в Берлине Седова (находил для него нужные книги, вырезки из газет). В начале 1930 года Ольберг предложил Троцкому свои услуги в качестве секретаря, для чего он должен был приехать на остров Принкипо, где жил высланный из СССР Троцкий. Проявивший осторожность Троцкий попросил супругов Франца и Александру Пфемферт составить мнение о Ольберге. 1 апреля 1930 года Франц Пфемферт написал Троцкому: «Ольберг произвел на меня очень неблагоприятное впечатление. Он не возбуждает доверия». Вопрос о переезде к Троцкому отпал. Особое беспокойство троцкистов вызывал повышенный интерес Ольберга к их связям с оппозицией в СССР.
В апреле-мае 1931 года «группа Ландау», а вместе с ней и Ольберг, была исключена из рядов немецкой левой оппозиции. В феврале 1932 года Ольберг подал заявление с просьбой о повторном приёме в организацию, но принят не был. Преподавал в Марксистской Рабочей школе в Берлине (1930—1932 гг.). Судя по копии «личного листка по учету кадров», заполненного Ольбергом при устройстве на работу в СССР и хранящегося в следственном деле, в 1932 году Ольберг закончил исторический факультет «Высшей социальной школы» в Брюсселе, получил степень доктора. Автор научной работы «История германской социал-демократии в 1914 году» (место публикации неизвестно).

### В Чехословакии
В 1933 году Валентин Ольберг был лишён немецкого гражданства. В конце марта 1933 года выехал в СССР, до середины мая оставался в Москве, после чего переехал в Сталинабад (Таджикистан), где преподавал историю. Пребывание Ольберга в Сталинабаде подтверждает и А. Орлов. 29 ноября 1933 года при получении читательского билета в Славянской библиотеке в Праге, он представился доцентом Педагогического института в Сталинабаде, к тому же он назвал себя немецким гражданином (хотя гражданства Германии был лишен). Известно, что в 1933—1934 годах в Чехословакии он жил в большой бедности. В 1934 году получил временный (на три года) паспорт республики Гондурас в берлинском посольстве этой страны. В упоминавшемся выше «личном листке по учету кадров» сказано, что в 1934 году служил доцентом в Институте им. Гегеля в Праге. В марте 1935 года снова выезжает в СССР, но пробыл там всего лишь несколько дней. И наконец, получив 7 июля 1935 года очередную (?) туристическую визу, в том же месяце Ольберг выехал в СССР по своему гондурасскому паспорту.

### В СССР
В СССР в Горьком уже жил и работал младший брат Валентина инженер Павел Ольберг. Валентин был принят на работу преподавателем истории революционных движений Горьковского педагогического института. Позднее троцкистский «Бюллетень оппозиции» писал: «Мы позволим себе утверждать со всей категоричностью: Ольберг мог получить визу в СССР, поехать туда и устроиться там на работе только при содействии советских властей, в том числе и ГПУ».

#### Арест
5 января 1936 года Валентина арестовали, одновременно с ним были арестованы его жена Бетти и брат Павел.
Можно считать точно установленным, что далеко не сразу Ольберг согласился с той ролью, которую ему предлагал следователь. В его деле содержится обращение к следователю, написанное более двух недель после ареста:

После Вашего последнего допроса 21/1 меня охватил отчего-то ужасный,
мучительный страх смерти. Сегодня я уже несколько спокойнее. Я, кажется, могу оговорить себя и сделать все, лишь бы положить конец мукам. Но я явно не в силах возвести на самого себя поклеп и сказать заведомую ложь, то есть что я троцкист, эмиссар Троцкого и т. д. Я приехал в Союз по собственной инициативе, теперь — в тюрьме уже я понял, что это было сумасшествие, преступление. Горько раскаиваюсь в нём. Я сделал несчастными не только себя, но и жену мою, брата. Теперь я понял, до чего неправилен был мой шаг, то есть приезд в СССР по неверным данным и сокрытие моего троцкистского прошлого.

По-видимому, вскоре Ольберг согласился с ролью «эмиссара Троцкого». Он стал главным обвиняемым на первом показательном процессе в Москве, проходившем 19-24 августа 1936 года.

#### Роль на Первом московском процессе
Реабилитирован 13 июля 1988 года, постановлением Пленума Верховного суда СССР

## Версии поведения Ольберга на процессе
Сталинская версия. В закрытом письме ЦК ВКП(б) «О террористической деятельности троцкистско-зиновьевского контрреволюционного блока» от 29 июля 1936 г., которое правил лично Сталин, В.Ольберг упоминается 13 раз как «проверенный агент» и «эмиссар» Л.Троцкого,  переброшенный из-за границы по подложным документам «для восстановления террористических групп в СССР и активизации их деятельности». Для этого, он якобы «в целях конспирации организовал террористическую группу из троцкистов, находящихся не в Москве, а в городе Горьком, имея в виду перебросить ее в Москву» под видом отличников учёбы пединститута во время первомайских празднеств 1936 года. По версии обвинения, Ольберг был также агентом немецкой тайной полиции (Гестапо), которая «сначала предполагала дать ему собственное задание по шпионской деятельности в СССР. Однако, узнав от Ольберга, что ему поручено Троцким организовать террористический акт над Сталиным, целиком одобрила этот план и обещала всяческое содействие, вплоть до устройства обратного побега через границу после совершения убийства». В свою очередь, Ольберг якобы согласовал взаимодействие с Гестапо с сыном Л.Троцкого. Закрытое письмо ЦК ВКП(б) было разослано партийным организациям ещё до начала судебного процесса, что свидетельствует об уверенности его авторов о том, что процитированные признания на открытом судебном заседании будут подтверждены, что и произошло на суде.
В своей речи государственный обвинитель А.Вышинский несколько раз упомянул Ольберга как «оригинального гражданина Республики Гондурас, штатного агента Троцкого и одновременно германской, тайной полиции — гестапо». По мнению Вышинского, Ольберг разоблачил «роль Троцкого в этом деле до конца». Такое поведение прокурор объяснил тем, что Ольберг, как и другие подсудимые, «под тяжестью предъявленных им улик не смогли дальше запираться и должны были признать, что главным и даже единственным объединявшим их преступную деятельность средством борьбы против советской власти и партии был террор, были убийства».
Версия Александра Орлова:
Согласно генералу Александру Орлову, Ольберг был тайным агентом Иностранного управления НКВД, работал за границей тайным информатором в среде немецких троцкистов, а в 1930 году, по поручению немецкого резидента ОГПУ, безуспешно пытался попасть в секретари к Троцкому, жившему тогда в Турции. В СССР он занимался слежкой за студентами. Когда в начале 1936 года развернулась подготовка к «процессу 16-ти», Ольберга «использовали в качестве провокатора: фигурируя в роли подследственного, Ольберг должен был дать ложные показания, порочащие Льва Троцкого и тех уже арестованных старых большевиков, которых Сталин решил предать суду.
Ольберга не пришлось вынуждать к этому. Ему просто объяснили, что поскольку он отличился в борьбе с троцкистами, теперь его выбрали для выполнения почётного задания: он должен помочь партии и НКВД ликвидировать троцкизм и разоблачить Троцкого на предстоящем судебном процессе как организатора заговора против советского правительства. Ему было сказано, что, независимо от того, какой приговор суд вынесет ему лично, его освободят и направят на ответственную должность на Дальнем Востоке.
Ольберг подписывал все «протоколы допросов», какие только НКВД считал нужным составить. Подписал, в частности, признание, что он, Ольберг, был послан Седовым в СССР, по указанию Троцкого, с заданием организовать террористический акт против Сталина. По прибытии в Советский Союз он поступил работать преподавателем в город Горький, где установил контакт с другими троцкистами; они совместно разработали план убийства Сталина. Этот план, по Ольбергу, заключался в том, чтобы послать в Москву для участия в первомайской демонстрации студенческую делегацию, состоящую из убеждённых троцкистов, и руками этих студентов убить Сталина, когда он будет стоять, как обычно, на мавзолее. Ольберг показал также, что он является агентом гестапо, причём Троцкому это, разумеется, было известно.
Чтобы придать «троцкистскому заговору» больший размах, Молчанов приказал Ольбергу обрисовать в качестве террористов также его ближайших друзей по Латвии и Германии, бежавших в 1933 году в СССР от гитлеровских преследований. Необходимость в предательстве такого рода застала Ольберга врасплох. Он понимал, из каких соображений Сталин ополчился против Зиновьева, Каменева и Троцкого, но не мог понять, зачем всемогущему НКВД накапливать ложные свидетельства против этой маленькой кучки беглецов, которым посчастливилось найти в СССР убежище. Ольберг умолял Молчанова не заставлять его клеветать на своих личных друзей, но тот напомнил ему, что приказы следует исполнять, а не критиковать.
Ольберг не отличался ни смелостью, ни сильной волей. Хотя он знал, что является лишь мнимым обвиняемым, как в дальнейшем станет мнимым подсудимым, тем не менее суровая тюремная обстановка и безнадёжность положения прочих обвиняемых по этому делу сделали его робким и боязливым. Он опасался, что сопротивление домогательствам Молчанова обернется немедленным переводом его из мнимых обвиняемых в категорию «настоящих», и подписал в конечном счёте всё, что ему предлагалось засвидетельствовать.
В официальном отчёте о судебном процессе — первом из московских процессов тех лет — из всех друзей Ольберга был упомянут лишь один: молодой человек, по имени Зорох Фридман (Ольберг именовал его «агентом гестапо»). Однако в неопубликованных протоколах допросов, подписанных Ольбергом в НКВД, я в своё время видел и другие имена.
...Показания Валентина Ольберга, Исаака Рейнгольда и Рихарда Пикеля дали руководству НКВД необходимый материал для обвинения Зиновьева, Каменева, Смирнова, Бакаева, Тер-Ваганяна и Мрачковского.
...Пятеро из этих шестнадцати [подсудимых] были прямыми помощниками НКВД в подготовке судебного спектакля. К ним относились трое тайных агентов — Ольберг, Фриц Давид и Берман-Юрин, а также Рейнгольд и Пикель, рассматривавшиеся «органами» не как действительные обвиняемые, а как исполнители секретных указаний ЦК.
Последняя неделя перед судом ушла на то, чтобы ещё раз подробно проинструктировать обвиняемых: под руководством Вышинского и следователей НКВД, они вновь и вновь репетировали свои роли.
...Несколько человек на … скамье подсудимых отличались вполне здоровой внешностью, что особенно бросалось в глаза в сочетании с их непринужденной манерой держаться, резко контрастировавшей с вялостью и скованностью или, напротив, нервной развязностью остальных. Опытный глаз, таким образом, сразу отличал настоящих подсудимых от фиктивных.
Среди этих последних выделялся Исаак Рейнгольд... Неподалёку от него сидел тайный агент НКВД Валентин Ольберг, пришибленный своим неожиданным соседством с Зиновьевым и Каменевым и украдкой поглядывавший на них со смешанным выражением страха и почтения.
...Рейнгольд, Пикель и три тайных агента НКВД — Ольберг, Фриц Давид и Берман-Юрин — также произнесли каждый своё «последнее слово». Все они, за исключением Ольберга, заверили суд, что считают для себя невозможным просить о снисхождении. Как и подобает фиктивным обвиняемым, они были уверены, что их жизням ничто не угрожает.»
Версия Всеволода Вихновича:

## Семья

Бетти Ольберг, тюремная фотография, январь 1936

- Первая жена (до 1932) — Суламифь (Софья, Соня) Александровна Ольберг-Браун (1909, Берлин — 1937, Сандармох), член компартии Германии в 1929—1936 гг. Была замужем за «троцкистом Ольбергом», но разошлась с ним в 1932. Вела вместе с ним кружки русского языка для немцев-инженеров, собирающихся на работу в СССР. После развода вышла замуж за советского подданного и переехала в Москву. Работала машинисткой-переводчицей в Исполкоме МОПРа, жила в Москве по адресу Сандуновский пер., д. 3, кв. 7. Арестована 23 февраля 1936 г. как член «террористической группы В. Ольберга, эмиссара Л. Троцкого и агента гестапо». По её делу проходили несколько десятков её учеников. Сидевшая с ней в одной камере О. Л. Адамова-Слиозберг вспоминала, что Соня дала показания на более 70 немецких инженеров. Очные ставки проходили по одной схеме: «мало что понимающий Карл или Фридрих … бросался к ней и говорил: — Фрау Ольберг, подтвердите, что я только учился русскому языку в вашем кружке! Следователь ставил вопрос: — Вы подтверждаете, что Карл, имярек, был участником кружка Ольберга? Соня отвечала: — Да. Карл подписывал: — Да.[11]» Военной коллегией Верховного суда СССР 10 ноября 1936 г. осуждена по ст. ст. 17-58-8, 58-11 УК РСФСР на 10 лет лишения свободы. Отбывала наказание в Соловках. Особой тройкой УНКВД ЛО 10 октября 1937 г. приговорена к высшей мере наказания. Расстреляна в Сандармохе (Карельской АССР) 4 ноября 1937[12].
- Вторая жена (с 1933) — Бетти O. Ольберг (урождённая Зирман), гражданка Республики Гондурас, переехала в СССР в ноябре 1935, арестована в Горьком одновременно с мужем. Приговорена к 10 годам заключения. Находилась в Карлаге вместе с женой видного немецкого коммуниста Гейнца Неймана Маргаритой Бубер-Нейман, позднее оставившей воспоминания. В 1940 году Бетти Ольберг и Маргарита Бубер-Нейман выданы НКВД гестапо. Последний раз они виделись в тюрьме города Люблина. Дальнейшая судьба Бетти неизвестна[13].
- Брат — Павел Павлович Ольберг (5 августа 1909, Гельсингфорс — 3 октября 1936, Москва), гражданин Германии, переехал в СССР в ноябре 1934, инженер Горьковского треста «Союзмука», арестован в один день с братом[14].

## Последовавшие репрессии
1. Ароновский (Арановский) Абрам Иванович (Ионович), родился в Риге, сотрудник Главсевморпути, арестован 15 марта 1936[14].
2. Банов Алексей Васильевич, зав. кафедрой физики в Горьковском педагогическом институте, профессор, арестован 10 апреля 1936 г[15].
3. Бочаров Ефрем Михайлович, преподаватель в Горьковском педагогическом институте.
4. Бочаров Юрий Михайлович, профессор Московского пединститута им. Бубнова[16]
5. Боштедт Карл Карлович, родился в г. Киль (Германия), старший конструктор завода им. Сталина, арестован 26 января 1936[14].
6. Волков Платон Иванович, зять Троцкого, муж его дочери Зинаиды, к моменту ареста рабочий Омского Облстройтреста, арестован 19 февраля 1936 г.[17]
7. Вуйович Войслав Дмитриевич, по национальности серб, директор центральной лаборатории «Средазрасмасло» в Ташкенте, арестован в Москве 15 июля 1936[18].
8. Герцберг Александр Владимирович, председатель Всесоюзного объединения «Техноэкспорт», Арестован в декабре 1934 г. по обвинению в участии в к.-р. зиновьевской организации. Содержался в Суздальской тюрьме особого назначения. Этапирован в Москву, 2 октября приговорён и 3 октября 1936 года расстрелян.
9. Горшенин Иван Степанович, начальник сводного планового сектора Госплана РСФСР, арестован 12 декабря 1934 года, 2 октября приговорён и 3 октября 1936 года расстрелян.
10. Елин Марк Львович, секретарь Дзержинского горкома ВКП(б), проживал в г. Горьком, арестован 13 апреля 1936 г.[19]
11. Кантор Александр Харитонович, доцент в Горьковском педагогическом институте, арестован 22 февраля 1936 г.[20]
12. Киевленко Яков Аркадьевич, консультант городского управления Северной краевой конторы Госбанка, житель Архангельска, арестован 3 апреля 1936[14].
13. Лактионов Анатолий Викторович, студент Горьковского педагогического института, арестован 26 февраля 1936 г.[21]
14. Ленцнер Наум Михайлович, заместитель начальника ОБЛЗУ, житель Днепропетровска, арестован 1 апреля 1936[14].
15. Масленников Иван Алексеевич, и. о. доцента Горьковского педагогического института, арестован 10 апреля 1936 г.[22] И. Ю. Нелидов, 1936

И. Ю. Нелидов, 1936

16. Нелидов Иван Юрьевич, доцент Горьковского педагогического института[23]. А. Орлов сообщал, что следователю Кедрову не удалось добиться признаний Нелидова[24], тем не менее он был расстрелян вместе со всеми.
17. Нилендер Николай Евгеньевич, декан естественного факультета в Горьковском педагогическом институте, арестован 10 апреля 1936 г[25].
18. Распевакин Сергей Петрович, преподаватель Горьковского педагогического института, арестован 3 апреля 1936 г.[26]
19. Розенблюм Лейба Хаимович, зав. культотделом минской газеты «Звезда», арестован 5 января 1936 г.
20. Соколов Анатолий Сергеевич, доцент кафедры истории СССР Горьковского пединститута, ранее ректор Уральского университета, арестован 22 февраля 1936 г.[27]
21. Федотов Иван Кузьмич, ректор Горьковского педагогического института, арестован 10 января 1936 г.[28] З. И. Фридман, 1936

З. И. Фридман, 1936

22. Фридман Зорох Иосифович, родился 13 марта 1908 в г. Фридрихштадт Курляндской губернии; без определённых занятий, арестован 17 мая 1935[14], (то есть до переезда В. П. Ольберга в СССР).
23. Фуртичев Яков Абрамович, преподаватель философии в Горьковском института марксизма-ленинизма, был уволен как исключенный из партии в ходе партийной чистки. В 1936 г. преподаватель Горьковского пединститута.
24. Штыкгольд Габриэль Петрович, начальник литейного цеха Горьковского автозавода им. Молотова, арестован 22 марта 1935 г.

16 октября 1936 года Военная Коллегия Верховного суда СССР рассмотрела ещё одно дело, связанное с «делом Ольберга» по нему в числе других были осуждены:
1. Махмудбеков, Шамиль Габиб-бек оглы, слушатель Горьковского института марксизма-ленинизма. Преподаватель истории ВКП(б) в Высшей коммунистической сельскохозяйственной школе, руководитель курсов до переподготовке пропагандистов. Арестован 23 марта 1936[29], расстрелян 16 октября 1936 г.
2. Поляков Александр Тихонович, бывший преподаватель Горьковского института марксизма-ленинизма[30], директор краевой школы партийных пропагандистов, арестован 9 мая 1936 г, расстрелян 16 октября 1936 г[31].
3. Мергин Ян Карлович, в 1918 следователь ВЧК в Москве, в 1919 работник ВЧК в Латвии. Оставлен в 1920 на подпольной работе. В 1921 арестован и выслан в Россию. Профессор, заведующий кафедрой экономики Горьковского института марксизма-ленинизма. Осужден на 10 лет ИТЛ. Отбывал срок на Соловках, с 1939 в Норильлаге. Освобожден в 1946, находился в ссылке в Норильске по 55 ссыльнопоселенец. Зав. клиническим отделом санэпидстанции. В 1955 выехал из Норильска после реабилитации, умер в 1970.[30][32].

В Чехословакии
1. Тукалевский Владимир Николаевич, библиотекарь русского отдела Славянской библиотеки в Праге. На процессе в Москве В. П. Ольберг показал: «О том, что Тукалевский — агент фашистской тайной полиции, я узнал от моего брата. Паспорт получил через Тукалевского и некоего Бенда от приехавшего в то время в Прагу генерального консула Республики Гондурас в Берлине…». В. Н. Тукалевский был уволен с работы, пытался оправдаться в газетах, его объяснение было опубликовано в «Národní osvobození» (Народни освобозени), но восстановлен на службе Тукалевский не был. В декабре 1936 В. Н. Тукалевский умер от скоротечного рака[33].